# Boeing E-4B
E-4B, också känd som National Airborne Operations Center (förkortning: NAOC) eller Nightwatch, även informellt benämnt som Doomsday Plane, är ett stort stridsledningsflygplan i USA:s flygvapen. Det finns sammanlagt fyra stycken E-4B och de är samtliga baserade på Offutt Air Force Base utanför Omaha i Nebraska där det opereras av 55th Wing.

## Bakgrund och roll
E-4B byggdes för att kunna fungera som en mobil ledningscentral för USA:s väpnade styrkor vid utbrottet av ett kärnvapenkrig och är utrustat för att kunna klara sig från en elektromagnetisk puls (EMP). E-4B är baserat på passagerarflygplanet Boeing 747-200.
E-4B används i regel som försvarsministerns tjänsteflygplan vid utlandsresor för att tillgodose dennes komfort- och säkerhetsbehov samt för att kunna upprätthålla krypterade förbindelser med presidenten, försvarschefen och militärbefälhavarna för att säkerställa dennes befälsroll. Jimmy Carter och Ronald Reagan är de enda som rest ombord på E-4B i egenskap av USA:s president.
Fram till 1994 var den officiella benämningen National Emergency Airborne Command Pos (förkortning: NECAP). Samma år fick flygplanstypen i uppdrag att även kunna användas för att stödja Federal Emergency Management Agency (FEMA) vid händelse av naturkatastrofer.
E-4B är tänkt att vara i tjänst fram till 2033, då de planeras att ersättas av Survivable Airborne Operations Center (SAOC), som likt dem nuvarande flygplanstypen är tänkt att bestå av modifierade trafikflygplan.

## E-4B i populärkultur
- Förekommer i filmen By Dawn's Early Light som bygger på Trinity's Child av William Prochnau.
- Förekommer i filmen The Sum of All Fears, filmatiseringen av Tom Clancys Summan av skräck.